# Коядро
Коядро — теоретико-категорная конструкция, двойственная к ядру: ядро является подобъектом прообраза, а коядро — факторобъектом области прибытия. Интуитивно, при поиске решения уравнения {\displaystyle f(x)=y} коядро определяет число ограничений, которым должен удовлетворять {\displaystyle y}, чтобы данное уравнение имело решение.
Формально, для категории {\displaystyle {\mathcal {C}}} с нулевыми морфизмами коядро морфизма {\displaystyle f\colon X\to Y} определяется как коуравнитель его и нулевого морфизма {\displaystyle \mathbf {0} \colon X\to Y}. Более явно — выполняется следующее универсальное свойство: коядро {\displaystyle f\colon X\to Y} — это морфизм {\displaystyle q\colon Y\to Q} такой, что:
- {\displaystyle q\circ f} — нулевой морфизм из {\displaystyle X} в {\displaystyle Q};
- коммутативна диаграмма:
- для любого морфизма {\displaystyle q':Y\to Q'}, такого что {\displaystyle q'\circ f} — нулевой существует единственный морфизм {\displaystyle u:Q\to Q'}, такой что  коммутативна диаграмма:

Как и другие универсальные конструкции, коядро существует не всегда, но если существует, то определено с точностью до изоморфизма.
Как и любые коуравнители, коядро — всегда эпиморфизм. Обратно, эпиморфизм называется нормальным (иногда — конормальным), если он является коядром некоторого морфизма. Категория называется конормальной, если любой эпиморфизм в ней нормален.
В абелевой категории образ и кообраз морфизма задаются как:
{\displaystyle \mathrm {im} (f)=\ker(\mathrm {coker} f)}
{\displaystyle \mathrm {coim} (f)=\mathrm {coker} (\ker f)}.
В частности, любой эпиморфизм является своим собственным коядром.